# ديانا رييس (مغنية)
ديانا رييس (بالإسبانية: Diana Reyes)‏ هي مغنية مكسيكية، ولدت في 18 نوفمبر 1979.

## وصلات خارجية
- الموقع الرسمي